# Stigmatura
Genre
Stigmatura est un genre de passereaux de la famille des Tyrannidés. Il se trouve à l'état naturel en Amérique du Sud,.

## Liste des espèces
Selon la classification de référence du Congrès ornithologique international (version 14.1, 2024) :
- Stigmatura napensis Chapman, 1926 — Calandrite du Napo
- Stigmatura bahiae Chapman, 1926 — Calandrite du Bahia
- Stigmatura budytoides (d'Orbigny & Frédéric de Lafresnaye, 1837) — Calandrite bergeronnette
  - Stigmatura budytoides budytoides (d'Orbigny & Lafresnaye, 1837)
  - Stigmatura budytoides inzonata Wetmore & Peters, JL, 1923
  - Stigmatura budytoides flavocinerea (Burmeister, 1861)
  - Stigmatura budytoides gracilis Zimmer, JT, 1955

## Taxonomie
Certaines bases de données comme Avibase et Tree of Life considèrent Stigmatura budytoides gracilis comme une espèce à part entière, sous le nom de Calandrite du Pernambouc (Stigmatura gracilis),, en raison de leur éloignement géographique et des différences entre leurs biomes respectifs,,.